# HD11753
HD11753 — хімічно пекулярна зоря спектрального класу A0, що має видиму зоряну величину в смузі V приблизно 5,1.
Вона  розташована на відстані близько 309,2 світлових років від Сонця.

## Фізичні характеристики
Зоря HD11753 обертається 
порівняно повільно 
навколо своєї осі. Проєкція її екваторіальної швидкості на промінь зору становить  Vsin(i)= 14км/сек.

## Пекулярний хімічний вміст
Зоряна атмосфера HD11753 має підвищений вміст Hg й відповідно належить до підкласу HgMn зір.